# Рисовые
Рисовые (лат. Oryzeae)  — триба однодольных растений семейства Мятликовые (Poaceae).

## Роды
По данным NCBI триба включает в себя следующие роды:
- Chikusichloa Koidz.
- Humbertochloa A.Camus & Stapf
- Hygroryza Nees
- Leersia Sw.
- Luziola Juss.
- Maltebrunia Kunth
- Oryza L. — Рис typus
- Phaenosperma Munro ex Benth.
- Potamophila R.Br.
- Prosphytochloa Schweick.
- Rhynchoryza Baill.
- Zizania L. — Цицания
- Zizaniopsis Döll & Asch.